# 镇西侵华日军机场遗址
镇西侵华日军机场遗址，位于中国吉林省白城市查干浩特旅游经济开发区镇西镇，为一个省级文物保护单位，类型为近现代建筑，公布时间为2007年5月31日。该文物保护单位由洮北区文管所管理。
镇西侵华日军机场遗址的历史年代为1938。